# Verwijderingsbijdrage
De verwijderingsbijdrage (Nederland) of recupelbijdrage (België) was een bedrag dat de consument moest betalen naast de prijs van het apparaat.
De verwijderingsbijdrage was bedoeld om oude apparaten zodanig te verwerken dat ze het milieu zo min mogelijk belasten. De consument kan bij aankoop vergelijkbare oude apparaten gratis inleveren bij de winkel. De producenten en importeurs zijn verantwoordelijk voor de verwerking. 
De verwijderingsbijdrage voor lampen en kleine elektrische apparaten, zoals tv's en koffiezetapparaten, is begin 2011 afgeschaft. Voor groot witgoed en koel-/vriesapparatuur is de verwijderingsbijdrage per 14 februari 2013 afgeschaft. Een en ander is geregeld in het Besluit beheer elektrische en elektronische apparatuur.

## Geschiedenis
De verwijderingsbijdrage werd op 1 januari 1999 in Nederland ingevoerd in verband met het inmiddels ingetrokken Besluit verwijdering wit- en bruingoed. In deze wet is vastgelegd dat moet worden gezorgd voor een milieuverantwoorde inzameling en recycling van wit- en bruingoedapparaten op het moment dat ze door de gebruiker worden afgedankt. Op 14 februari 2011 is de zichtbare verwijderingsbijdrage op bruingoed (tv, video- en dvd-apparaten) en kleine huishoudelijke apparaten (koffiezetapparaten, stofzuigers en friteuses) gestopt. Voor groot witgoed en koel-/vriesapparatuur is de verwijderingsbijdrage per 14 februari 2013 afgeschaft. 

## Fonds
De verwijderingsbijdragen werden gestort in een fonds en het geld uit dit fonds wordt gebruikt om alle ingeleverde producten op een milieuverantwoorde wijze te verwerken. De inzameling en recycling van afgedankte elektronische apparaten en energiezuinige verlichting kost 29 cent per kilo.

## In het nieuws
In mei 2006 kwam in het nieuws dat bijna dertig procent van de detaillisten de ingeleverde apparaten verkoopt of exporteert als tweedehands goederen naar ontwikkelingslanden.
Frappant detail is dat het gebruik van de grondstof lood in consumentenelektronica verboden is. In elektronica voor militaire toepassingen geldt lood als onmisbaar en is toepassing daarvan geoorloofd.